# Димитр из Горая
Димитр из Горая (пол. Dymitr z Goraja; 1340—1400) — государственный деятель Короны Польской, нобиль герба «Корчак» родом из Червонной Руси. 

## Биография
Сын Петра из Клеце, старосты жидачовского, владельца окрестностей Клеце (рядом с городом Ясло). Внук Ивана из Горая, судьи холмского, собственника имений Рыманув и Клеце.
Отец пристроил Димитра при польском королевском дворе. Димитр из Горая последовательно служил монархам Польши Казимиру Великому, Людовику Великому, Ядвиге и Владиславу Ягелло. В 1364 году занял должность главного королевского казначея. Вышел в отставку в 1370 году. Летом 1377 года Димитр из Горая принимал участие в походе на Белз короля Венгрии и Польши Людовика Великого против Великого княжества Литовского. За это получил замок и город (или село — в точности неизвестно) Горай, а также (вновь) должность главного королевского казначея. Людовик I Великий утвердил за братьями Димитром из Горая и Иваном из Клеце селение и замок Горай, а также села Стружа, Вижница, Красник и Жечице. В 1388 году новый король Польши Владислав Ягелло подписал указ о разделе собственности братьев Димитра из Горая и Ивана из Клеце. В мае 1389 года это было подтверждено новым королевским указом в Люблине. Димитр из Горая получил Горай, Щебжешин и Красник, а его брат Иван — Клеце.
Похоронен в Завихосте.
Димитр из Горая был опекуном юной польской королевы Ядвиги. Польский историк Ян Длугош пишет, что в 1385 году, когда князь Владислав Опольчик — сторонник Вильгельма Габсбурга — занял Вавельский замок в Кракове, девушка топором рубила ворота, чтобы уехать с Вильгельмом. Димитр из Горая удержал королеву, что впоследствии нашло отражение на картине Яна Матейко. За эту услуги позднее король Владислав Ягелло пожаловал ему город Щебжешин с окрестностями. В 1386 году Владислав Ягелло отправил Димитра из Горая в качестве посла в Пруссию, чтобы пригласить великого магистра Тевтонского ордена Конрада Цёлльнера фон Ротенштайна на его свадьбу с королевой Ядвигой. В 1390 году Димитр из Горая стал маршалом Польского королевства.
Около 1390 года Димитр из Горая женился на Беате Мокрской из Божы-Дара (? — 1424), дочери воеводы краковского Мстигнева Адванца. Божы-Дар стал новой резиденцией семьи. У супругов было трое дочерей:
- Катарина Горайкая, муж с 1413 года Добеслав Олесницкий (ок. 1360—1440), каштелян и воевода сандомирский
- Эльжбета Горайская, муж — Доброслав Шамотульский.
- Анна Горайская, муж с 1405 года подстолий краковский и каштелян войницкий Анджей Тенчинский.

Димитр из Горая скончался 20 февраля 1400 года в Божы-Даре. Он был похоронен в монастыре францисканцев в Завихосте. Его жена Беата умерла 30 апреля 1424 года и была похоронена рядом с мужем в Завихосте.